# 거제용산초등학교
거제용산초등학교는 대한민국 경상남도 거제시에 있는 공립 초등학교이다.

## 학교 연혁
- 2024년 3월 1일 : 개교

2024년 1월1일 거제용산초등학교 설립 인가
2024년 3월 1일 초대 신동승 교장 취임
2024년 3월 4일 거제용산초등학교 입학식